# Безенцоне
Безенцоне (итал. Besenzone) —  коммуна в Италии, располагается в регионе Эмилия-Романья, в провинции Пьяченца.
Население составляет 988 человек (2008 г.), плотность населения составляет 42 чел./км². Занимает площадь 23 км². Почтовый индекс — 29010. Телефонный код — 0523.
Покровителем коммуны почитается святой Виталий Миланский. 

## Демография
Динамика населения:

## Администрация коммуны
- Официальный сайт: